# Integrated Train Testing Centre
Das Integrated Train Testing Centre (ITTC) ist eine zukünftige Eisenbahnprüfanlage in Tuas, Singapur. Das ITTC wird auf dem Standort des früheren Raffles Country Club errichtet und ermöglicht die Prüfung von Schienenfahrzeugen und Schienensystemen für das MRT-System Singapurs. Der Bau der Anlage, der erstmals am 24. April 2019 angekündigt wurde, begann mit einem Spatenstich am 17. März 2021. Die Testanlage wird in Phasen von 2022 bis voraussichtlich 2025 fertiggestellt. Wenn es voll funktionsfähig ist, wird das ITTC die erste derartige Anlage im Südosten Asiens mit Werkstätten, einer Betriebszentrale, einem Verwaltungsgebäude und drei Arten von Gleisen für Sicherheitstests sein.

Teststrecken

Das ITTC wurde erstmals am 24. April 2019 von Verkehrsminister Khaw Boon Wan angekündigt. Khaw lobte es als „lohnende Investition“, die voraussichtlich einige hundert Millionen Dollar kosten werde, und erklärte, das ITTC werde „robuste“ Tests neuer Eisenbahnsysteme ermöglichen, ohne dazu MRT-Linien zeitweise schließen zu müssen. Darüber hinaus wird eine solche Einrichtung ein tieferes Fachwissen im Eisenbahnbetrieb und in der Instandhaltung ermöglichen.
Der Auftrag 190 für die Planung und den Bau des ITTC wurde am 17. April 2020 an GS Engineering and Construction Corp (GS Engineering) mit einer Auftragssumme von 639,5 Mio. S $ (468,8 Mio. US $) vergeben. Am 17. März 2021 begann der Bau des ITTC mit einem Spatenstich. Das Testzentrum soll in zwei Phasen aufgebaut werden. Die erste Phase, die die Hochgeschwindigkeitsstrecke umfasst, soll bis Ende 2022 abgeschlossen sein, damit die neuen Züge der Stufe 6 der Circle Line im Jahr 2023 getestet werden können. Der Bau des ITTC wird voraussichtlich 2025 mit Fertigstellung der beiden anderen Teststrecken und anderer Einrichtungen abgeschlossen sein.
Das ITTC wird in Tuas auf dem ehemaligen Gelände des Raffles Country Club errichtet, der ursprünglich für die jetzt stornierte Hochgeschwindigkeitsstrecke Kuala Lumpur - Singapur erworben wurde. Nach Fertigstellung bis 2025 wird das ITTC integrierte Systemtests für verschiedene Züge und Schienensysteme gleichzeitig ermöglichen, ohne dass vorhandene Betriebslinien für Tests verwendet werden müssen. Die vom Korea Railroad Research Institute entworfene Testanlage, wird ein Betriebskontrollzentrum, Testausrüstung und eine Werkstatt für Fahrzeuge umfassen. Das ITTC wird über eine Strecke von 11 Kilometern verfügen, die über verschiedene Arten von Signalisierungssystemen hinweg interoperabel sein wird und sowohl von der dritten Schiene als auch von der Oberleitung mit Freileitung gespeist wird.
Die Teststrecken, die derzeit gebaut werden, umfassen:
- Eine geschlungene Ausdauerspur für Leistungstests.
- Eine kreisförmige Performance- und Integrationsspur mit einer verzweigten S-förmigen Spur.
- Eine gerade Hochgeschwindigkeitsstrecke mit minimaler Krümmung und Steigung, die Geschwindigkeitstests von bis zu 100 km/h ermöglicht.
- Abstell- und Wartungsgleise für größere Renovierungsarbeiten an vorhandenen Zügen.

Bedingt durch die COVID-19-Pandemie in Singapur ist das Projekt um mehr als ein Jahr verzögert.